# Millie Giglio
Pour les articles homonymes, voir Giglio.
Millie Giglio née le 28 octobre 2000, est une joueuse britannique de hockey sur gazon. Elle évolue à University of Birmingham et avec les équipes nationales anglaises et britanniques.

## Carrière
Elle a été appelée en mai 2022 avec l'Angleterre pour concourir à la Ligue professionnelle 2021-2022 sans jouer le moindre match.

## Palmarès
- : 3e à la Coupe du monde U21 2022.